# Zbór Kościoła Adwentystów Dnia Siódmego w Kołobrzegu
Zbór Kościoła Adwentystów Dnia Siódmego w Kołobrzegu – zbór adwentystyczny w Kołobrzegu, należący do okręgu wielkopolskiego diecezji zachodniej Kościoła Adwentystów Dnia Siódmego w RP.
Pastorem zboru jest pastor Krzysztof Morozowski, natomiast starszym – Marek Pająk. Nabożeństwa odbywają się w kaplicy przy ul. Bocianiej 4 każdej soboty o godz. 10.00.